# Museo nazionale della preistoria della Valle Camonica
Il MUPRE Museo nazionale della preistoria della Valle Camonica è un museo di Capo di Ponte, in provincia di Brescia. È ospitato nell'antica Villa Agostani e si sviluppa su tre piani.
Dal dicembre 2014 il Ministero per i beni e le attività culturali lo gestisce tramite il Polo museale della Lombardia, nel dicembre 2019 divenuto Direzione regionale Musei.

## Percorso
- Manifestazioni del sacro. I santuari megalitici dell’età del Rame
- Il primo popolamento della Valle nel Paleolitico e Mesolitico
- Neolitizzazione e la trasformazione dell’ambiente
- Gli abitati
- I luoghi del lavoro
- Le sepolture
- Aspetti e luoghi di culto nella protostoria